# Gratxovka (Lípetsk)
|  | Per a altres significats, vegeu «Gratxovka». |

Gratxovka (en rus: Грачёвка) és un poble de l'óblast de Lípetsk, a Rússia, que el 2018 tenia 824 habitants. Pertany al districte rural d'Úsman.